# Eta de l'Altar
Eta de l'Altar (η Arae) és una estrella binària de la constel·lació de l'Altar. La component primària, η Arae A, és una estrella taronja tipus K gegant amb una magnitud aparent de +3,77. Té una companya de catorzena magnitud, η Arae B, a 25,7 segons d'arc.